# Cetema myopinum
Cetema myopinum är en tvåvingeart som först beskrevs av Friedrich Hermann Loew 1866.  Cetema myopinum ingår i släktet Cetema och familjen fritflugor. Arten är reproducerande i Sverige. Inga underarter finns listade i Catalogue of Life.